# Zeuctophlebia tapinodes
Zeuctophlebia tapinodes är en fjärilsart som beskrevs av Turner 1904. Zeuctophlebia tapinodes ingår i släktet Zeuctophlebia och familjen mätare. Inga underarter finns listade i Catalogue of Life.